# Chotyze
Chotyze (prononciation : [xɔˈtɨzɛ]) est un village polonais de la gmina de Ciepielów dans le powiat de Lipsko de la voïvodie de Mazovie dans le centre-est de la Pologne.
Il se situe à environ 12 kilomètres au nord-ouest de Lipsko (siège du powiat) et à 116 kilomètres au sud de Varsovie (capitale de la Pologne).
Le village possède approximativement une population de 210 habitants en 2006.

## Histoire
De 1975 à 1998, le village appartenait administrativement à la voïvodie de Radom.